# Podocarpus annamiensis
Podocarpus annamiensis — вид хвойних рослин родини подокарпових. Він зустрічається на острові Хайнань у Китаї, а також у М'янмі та В'єтнамі. Йому загрожує втрата середовища проживання.
Podocarpus annamiensis альтернативно вважається синонімом P. neriifolius.